# Jean Clavier
Jean Clavier, né le 16 juin 1896 et mort le 6 août 1968, est un homme politique français.

## Détail des fonctions et des mandats
Mandat parlementaire
- 7 novembre 1948 - 18 juin 1955 : Sénateur de l'Aisne